# 琳赛·塔普利
琳赛·塔普利（英語：Lindsay Tarpley，1983年9月22日—），美国女子足球运动员，司职中场。她曾代表美国国家队参加2004年和2008年夏季奥林匹克运动会足球比赛，获得二枚金牌。